# Ronde van de Middellandse Zee 2013
De Ronde van de Middellandse Zee 2013 (Frans: Tour Méditerranéen 2013) werd gehouden van 6 tot en met 10 februari in Frankrijk. Het was de 40ste editie van deze wielerkoers. Deze wedstrijd maakt deel uit van de UCI Europe Tour 2013.

## Fietsdiefstal
In de vroege ochtend van 9 februari 2013 is er ingebroken in de teambus van Team Garmin-Sharp waarbij veel materiaal is gestolen, waaronder alle zestien Cervélo R5-fietsen ter waarde van 250.000 euro. Ondanks dat meerdere ploegen de Amerikaanse team hun reservefietsen hadden aangeboden, heeft Garmin-Sharp besloten de ronde te verlaten.

## Etappe-overzicht
| etappe | datum       | start                 | finish                 | afstand  | winnaar                | klassementsleider |
| ------ | ----------- | --------------------- | ---------------------- | -------- | ---------------------- | ----------------- |
| 1e     | 6 februari  | Limoux                | Gruissan               | 146,5 km | André Greipel          | André Greipel     |
| 2e     | 7 februari  | Cap d'Agde            | Mont-Saint-Clair       | 24 km    | Lars Boom              | Lars Boom         |
| 3e     | 8 februari  | L'Estaque (Marseille) | Saint-Rémy-de-Provence | 140 km   | Etappe afgelast        | Etappe afgelast   |
| 4e     | 9 februari  | Rousset               | Toulon Mont Faron      | 145 km   | Jean-Christophe Péraud | Maxime Monfort    |
| 5e     | 10 februari | Bandol                | Grasse                 | 192 km   | Jürgen Roelandts       | Thomas Lövkvist   |

## Etappe-uitslagen

### 1e etappe
| Limoux – Gruissan (146,5 km) |                  |                    |          |
| Plaats                       | Naam             | Ploeg              | Tijd     |
| Winnaar                      | André Greipel    | Lotto-Belisol      | 3u25'23" |
| 2                            | Matteo Pelucchi  | IAM Cycling        | z.t.     |
| 3                            | Maxime Daniel    | Sojasun            | z.t.     |
| 4                            | Giacomo Nizzolo  | RadioShack-Leopard | z.t.     |
| 5                            | Jürgen Roelandts | Lotto-Belisol      | z.t.     |
| 6                            | Mathieu Drujon   | BigMat-Auber 93    | z.t.     |
| 7                            | Klaas Lodewyck   | BMC Racing Team    | z.t.     |
| 8                            | Moreno Hofland   | Blanco Pro Cycling | z.t.     |
| 9                            | Thor Hushovd     | BMC Racing Team    | z.t.     |
| 10                           | Raymond Kreder   | Team Garmin-Sharp  | z.t.     |

### 2e etappe
| Cap d'Agde – Mont-Saint-Clair (24 km) |                  |                    |        |
| Plaats                                | Naam             | Ploeg              | Tijd   |
| Winnaar                               | Lars Boom        | Blanco Pro Cycling | 32'25" |
| 2                                     | Maxime Monfort   | RadioShack-Leopard | +22"   |
| 3                                     | Anthony Roux     | FDJ                | +36"   |
| 4                                     | Thomas Lövkvist  | IAM Cycling        | +43"   |
| 5                                     | Jérémy Roy       | FDJ                | +47"   |
| 6                                     | Bob Jungels      | RadioShack-Leopard | +51"   |
| 7                                     | José Gonçalves   | La Pomme Marseille | +52"   |
| 8                                     | Nicolas Roche    | Saxo-Tinkoff       | +54"   |
| 9                                     | Jürgen Roelandts | Lotto-Belisol      | z.t.   |
| 10                                    | Gustav Larsson   | IAM Cycling        | +57"   |

### 3e etappe
De derde etappe werd afgelast wegens logistieke problemen.

### 4e etappe
| Rousset – Toulon Mont Faron (145 km) |                        |                    |          |
| Plaats                               | Naam                   | Ploeg              | Tijd     |
| Winnaar                              | Jean-Christophe Péraud | AG2R-La Mondiale   | 3u33'12" |
| 2                                    | Francesco Reda         | Androni Giocattoli | +19"     |
| 3                                    | Bauke Mollema          | Blanco Pro Cycling | +24"     |
| 4                                    | Alexandre Geniez       | FDJ                | +27"     |
| 5                                    | Matteo Montaguti       | AG2R-La Mondiale   | +31"     |
| 6                                    | Thomas Lövkvist        | IAM Cycling        | +35"     |
| 7                                    | Ivan Santaromita       | BMC Racing Team    | +39"     |
| 8                                    | Davide Rebellin        | CCC Polkowice      | +41"     |
| 9                                    | Nicolas Roche          | Saxo-Tinkoff       | +44"     |
| 10                                   | Jon Izagirre           | Euskaltel-Euskadi  | z.t.     |

### 5e etappe
| Bandol - Grasse (192 km) |                   |                    |          |
| Plaats                   | Naam              | Ploeg              | Tijd     |
| Winnaar                  | Jürgen Roelandts  | Lotto-Belisol      | 4u54'49" |
| 2                        | Francesco Reda    | Androni Giocattoli | +4"      |
| 3                        | Mikel Nieve       | Euskaltel-Euskadi  | +13"     |
| 4                        | Jarlinson Pantano | Colombia           | z.t.     |
| 5                        | Davide Malacarne  | Team Europcar      | +15"     |
| 6                        | Bauke Mollema     | Blanco Pro Cycling | z.t.     |
| 7                        | Thomas Lövkvist   | IAM Cycling        | z.t.     |
| 8                        | Riccardo Chiarini | Androni Giocattoli | z.t.     |
| 9                        | Gustav Larsson    | IAM Cycling        | z.t.     |
| 10                       | Arthur Vichot     | FDJ                | z.t.     |

## Klassementsleiders
| Etappe    | Algemeen        | Punten           | Bergen       | Jongeren        | Ploegen            |
| --------- | --------------- | ---------------- | ------------ | --------------- | ------------------ |
| 1         | André Greipel   | André Greipel    | Théo Vimpère | Matteo Pelucchi | Lotto-Belisol      |
| 2         | Lars Boom       | Lars Boom        | Théo Vimpère | Bob Jungels     | RadioShack-Leopard |
| 3         | Lars Boom       | Lars Boom        | Théo Vimpère | Bob Jungels     | RadioShack-Leopard |
| 4         | Maxime Monfort  | Thomas Lövkvist  | Théo Vimpère | Jon Izagirre    | FDJ                |
| 5         | Thomas Lövkvist | Jürgen Roelandts | Théo Vimpère | Diego Rosa      | IAM Cycling        |
| Eindstand | Thomas Lövkvist | Jürgen Roelandts | Théo Vimpère | Diego Rosa      | IAM Cycling        |

1974 · 1975 · 1976 · 1977 · 1978 · 1979 · 1980 · 1981 · 1982 · 1983 · 1984 · 1985 · 1986 · 1987 · 1988 · 1989 · 1990 · 1991 · 1992 · 1993 · 1994 · 1995 · 1996 · 1997 · 1998 · 1999 · 2000 · 2001 · 2002 · 2003 · 2004 · 2005 · 2006 · 2007 · 2008 · 2009 · 2010 · 2011 · 2012 · 2013 · 2014
Etappewedstrijden

 Ster van Bessèges · 
 Ronde van de Middellandse Zee · 
 Ruta del Sol · 
 Ronde van de Algarve · 
 Ronde van de Haut-Var · 
 Driedaagse van West-Vlaanderen · 
 Internationale Wielerweek · 
 Internationaal Wegcriterium · 
 Driedaagse van De Panne-Koksijde · 
 Ronde van de Sarthe · 
 Ronde van Trentino · 
 Ronde van Turkije · 
 Ronde van Asturië · 
 Vierdaagse van Duinkerke · 
 Ronde van Azerbeidzjan · 
 Szlakiem Grodòw Piastowskich · 
 Ronde van Castilië en León · 
 Ronde van Picardië · 
 Ronde van Noorwegen · 
 World Ports Classic · 
 Ronde van Beieren · 
 Ronde van België · 
 Tour des Fjords · 
 Ronde van Estland · 
 Ronde van Luxemburg · 
 Boucles de la Mayenne · 
 Ster ZLM Toer · 
 Ronde van Slovenië · 
 Route du Sud · 
 Ronde van Oostenrijk · 
 Sibiu Cycling Tour · 
 Ronde van Wallonië · 
 Ronde van Portugal · 
 Ronde van Denemarken · 
 Ronde van de Ain · 
 Ronde van Burgos · 
 Arctic Race of Norway · 
 Ronde van de Limousin · 
 Ronde van Poitou-Charentes · 
 Wielerweek van Lombardije · 
 Ronde van Groot-Brittannië · 
 Ronde van Gévaudan Languedoc-Roussillon · 
 Eurométropole Tour
Eendaagse wedstrijden

 GP La Marseillaise · 
 Grote Prijs van de Etruskische Kust · 
 Trofeo Palma · 
 Trofeo Ses Salines · 
 Trofeo Serra de Tramuntana · 
 Trofeo Platja de Muro · 
 Trofeo Laigueglia · 
 Ronde van Murcia · 
 Omloop Het Nieuwsblad · 
 Classic Sud Ardèche · 
 GP Lugano · 
 Clásica de Almería · 
 Kuurne-Brussel-Kuurne · 
 La Drôme Classic · 
 Le Samyn · 
 GP Città di Camaiore · 
 Strade Bianche · 
 Roma Maxima · 
 Ronde van Drenthe · 
 Dwars door Drenthe · 
 Nokere Koerse · 
 GP Nobili Rubinetterie · 
 Handzame Classic · 
 Classic Loire-Atlantique · 
 Grote Prijs van Cholet-Pays de Loire · 
 Dwars door Vlaanderen · 
 Route Adélie de Vitré · 
 Volta Limburg Classic · 
 Grote Prijs Miguel Indurain · 
 Ronde van La Rioja · 
 Scheldeprijs · 
 GP Pino Cerami · 
 Klasika Primavera · 
 Parijs-Camembert · 
 Brabantse Pijl · 
 GP Denain · 
 Ronde van de Finistère · 
 Tro Bro Léon · 
 Ronde van Keulen · 
 La Roue Tourangelle · 
 Rund um den Finanzplatz Eschborn-Frankfurt · 
 Ronde van de Somme · 
 ProRace Berlin · 
 Grote Prijs van Plumelec · 
 Boucles de l'Aulne · 
 Ronde van Zeeland Seaports · 
 Trofeo Melinda · 
 GP Kanton Aargau · 
 Ronde van Limburg · 
 Ronde van de Apennijnen · 
 Halle-Ingooigem · 
 Trofeo Matteotti · 
 Prueba Villafranca de Ordizia · 
 GP Industria & Artigianato-Larciano · 
 Ronde van Toscane · 
 Circuito de Getxo · 
 Polynormande · 
 RideLondon Classic · 
 GP Stad Zottegem · 
 Dutch Food Valley Classic · 
 Châteauroux Classic de l'Indre · 
 Druivenkoers Overijse · 
 Ronde van Veneto · 
 Schaal Sels · 
 Memorial Rik Van Steenbergen · 
 Brussels Cycling Classic · 
 GP Fourmies · 
 Ronde van de Doubs · 
 GP Jef Scherens · 
 Coppa Bernocchi · 
 Coppa Agostoni · 
 GP van Wallonië · 
 Ronde van de Drie Valleien · 
 Kampioenschap van Vlaanderen · 
 Memorial Marco Pantani · 
 Grote Prijs Impanis-Van Petegem · 
 GP van Isbergues · 
 GP Industria & Commercio di Prato · 
 Omloop van het Houtland · 
 Duo Normand · 
 Milaan-Turijn · 
 Ronde van Piëmont · 
 Ronde van het Münsterland · 
 Pro Cycling Marathon · 
 Ronde van de Vendée · 
 Memorial Frank Vandenbroucke · 
 Coppa Sabatini · 
 Parijs-Bourges · 
 Ronde van Emilia · 
 GP Beghelli · 
 Parijs-Tours · 
 Nationale Sluitingsprijs · 
 Ronde van Romagna · 
 Chrono des Nations